# Boxing Gym
Pour plus de détails, voir Fiche technique et Distribution.
Boxing Gym est un film documentaire américain réalisé par Frederick Wiseman, sorti en 2011. Il est présenté en séance spéciale à la Quinzaine des réalisateurs au Festival de Cannes 2010.
Il est consacré au club de boxe Lord's Gym à Austin et sa clientèle hétéroclite.

## Fiche technique
- Titre français : Boxing Gym
- Réalisation : Frederick Wiseman
- Photographie : John Davey
- Pays d'origine : États-Unis
- Format : Couleurs - 35 mm
- Genre : documentaire
- Durée : 91 minutes
- Dates de sortie :
  - France : 20 mai 2010 (Festival de Cannes 2010)
  - France : 9 mars 2011 (sortie nationale)

## Distribution
- Richard Lord : lui-même